# Thomas Erle Drax
Thomas Erle Drax (1721 - dezembro de 1789) foi um político conservador inglês. Ele serviu como membro do Parlamento por Dorset no século XVIII. Ele era filho de Henry Drax, MP britânico e proprietário de plantações de escravos em Barbados e na Jamaica.

## Carreira política
Drax foi MP pelo Castelo de Corfe de 1744 a 1747, e passou a ser MP por Wareham entre 1761 e março de 1768.

## Propriedade de escravos
Drax possuía plantações em Barbados e na Jamaica e representava os interesses da classe dos fazendeiros na Câmara dos Comuns.

## Vida pessoal
Ele era membro da família Plunkett-Ernle-Erle-Drax e viveu em Charborough House.